# Ямбахтіно (Канаський район)
Ямба́хтіно (рос. Ямбахтино, чув. Ямпах) — присілок у складі Канаського району Чувашії, Росія. Входить до складу Кошноруйського сільського поселення.
Населення — 65 осіб (2010; 76 у 2002).
Національний склад:
- чуваші — 100 %